# FA Community Shield 2025
De FA Community Shield was de 103de editie van de FA Community Shield, een jaarlijkse door de FA georganiseerde voetbalwedstrijd. De wedstrijd werd gespeeld tussen Crystal Palace, als winnaar van de FA Cup 2024/25, en Liverpool FC, als winnaar van de Premier League, op zondag 10 augustus 2025 in het Wembley Stadium te Londen met Chris Kavanagh als scheidsrechter. Crystal Palace won na een 2–2 gelijkspel de penaltyserie met 3–2, waarmee het de prijs voor het eerst won en overnam van Manchester City.

## Organisatie
Op 20 juni 2025 werd door de Engelse voetbalbond bekendgemaakt dat de wedstrijd op 10 augustus 2025 gespeeld zou worden op Wembley Stadium te Londen, het gebruikelijke stadion voor de FA Community Shield, en uitgezonden zou worden door TNT. Zoals gebruikelijk zouden de opbrengsten gaan naar goede doelen en gemeenschapsprojecten.
Op 16 juli 2025 werd Chris Kavanagh aangesteld als scheidsrechter voor de finale. Eerder was hij de scheidsrechter bij onder andere de finale van de EFL Cup in 2024. Hij zou geassisteerd worden door James Mainwaring en Wade Smith als assistent-scheidsrechters en Tony Harrington als vierde official. Paul Tierney werd aangesteld als videoscheidsrechter, geassisteerd door Nick Hopton.

## Voorgeschiedenis
Crystal Palace plaatste zich voor de FA Community Shield door de finale van de FA Cup 2024/25 met 1–0 te winnen van Manchester City. Liverpool FC kwalificeerde zich voor de wedstrijd door kampioen te worden van de Premier League 2024/25 met tien punten voorsprong op Arsenal FC. Crystal Palace zou voor het eerst deelnemen aan de FA Community Shield. Liverpool FC speelde de wedstrijd 24 keer eerder, waarin het de prijs 16 keer won, het meest recentelijk in 2022. Trainer Oliver Glasner en Arne Slot trainden nooit eerder in de FA Community Shield.

## Wedstrijd

### Details
|                                              |                              |                          |                                             | |
| 10 augustus 2025 15:00 (UTC+1) 16:00 (UTC+2) | Crystal Palace               | 2 – 2 (1 – 2) 3 – 2 pen. | Liverpool FC                                | Stadion: Wembley Stadium, Londen Toeschouwers: 82.645 Scheidsrechter: Chris Kavanagh Assistenten: James Mainwaring Assistenten: Wade Smith Vierde official: Tony Harrington Video-assistent: Paul Tierney AVAR: Nick Hopton |
| 10 augustus 2025 15:00 (UTC+1) 16:00 (UTC+2) | Mateta 17' (pen.) Sarr 77'   | Verslag                  | 4' Ekitike 21' Frimpong                     | Stadion: Wembley Stadium, Londen Toeschouwers: 82.645 Scheidsrechter: Chris Kavanagh Assistenten: James Mainwaring Assistenten: Wade Smith Vierde official: Tony Harrington Video-assistent: Paul Tierney AVAR: Nick Hopton |
| 10 augustus 2025 15:00 (UTC+1) 16:00 (UTC+2) | Strafschoppen                |                          |                                             | Stadion: Wembley Stadium, Londen Toeschouwers: 82.645 Scheidsrechter: Chris Kavanagh Assistenten: James Mainwaring Assistenten: Wade Smith Vierde official: Tony Harrington Video-assistent: Paul Tierney AVAR: Nick Hopton |
| 10 augustus 2025 15:00 (UTC+1) 16:00 (UTC+2) | Mateta Eze Sarr Sosa Devenny |                          | Salah Mac Allister Gakpo Elliott Szoboszlai | Stadion: Wembley Stadium, Londen Toeschouwers: 82.645 Scheidsrechter: Chris Kavanagh Assistenten: James Mainwaring Assistenten: Wade Smith Vierde official: Tony Harrington Video-assistent: Paul Tierney AVAR: Nick Hopton |
|                                              |                              |                          |                                             | |

| Crystal Palace | Liverpool FC |

| DM             | 01 | Dean Henderson       |       |
| CV             | 26 | Chris Richards       |       |
| CV             | 05 | Maxence Lacroix      |       |
| CV             | 06 | Marc Guéhi           | 90+4' |
| RM             | 02 | Daniel Muñoz         |       |
| CM             | 20 | Adam Wharton         | 85'   |
| CM             | 18 | Daichi Kamada        | 28'   |
| LM             | 03 | Tyrick Mitchell      | 78'   |
| RB             | 07 | Ismaïla Sarr         |       |
| SP             | 14 | Jean-Philippe Mateta |       |
| LB             | 10 | Eberechi Eze         |       |
| Wisselspelers: |    |                      |       |
| DM             | 44 | Walter Benítez       |       |
| VD             | 17 | Nathaniel Clyne      |       |
| VD             | 24 | Borna Sosa           | 78'   |
| VD             | 59 | Rio Cardines         |       |
| MV             | 08 | Jefferson Lerma      | 85'   |
| MV             | 19 | Will Hughes          | 28'   |
| MV             | 55 | Justin Devenny       | 90+4' |
| AV             | 21 | Romain Esse          |       |
| AV             | 22 | Odsonne Édouard      |       |
| Coach:         |    |                      |       |
| Oliver Glasner |    |                      |       |

| DM             | 01 | Alisson Becker       |     |
| RA             | 30 | Jeremie Frimpong     |     |
| CV             | 04 | Virgil van Dijk      |     |
| CV             | 05 | Ibrahima Konaté      |     |
| LA             | 06 | Milos Kerkez         | 87' |
| CM             | 17 | Curtis Jones         | 71' |
| CM             | 08 | Dominik Szoboszlai   |     |
| RB             | 11 | Mohamed Salah        |     |
| AM             | 07 | Florian Wirtz        | 87' |
| LB             | 18 | Cody Gakpo           |     |
| SP             | 22 | Hugo Ekitike         | 71' |
| Wisselspelers: |    |                      |     |
| DM             | 25 | Giorgi Mamardasjvili |     |
| VD             | 26 | Andrew Robertson     | 87' |
| MV             | 03 | Wataru Endo          | 71' |
| MV             | 10 | Alexis Mac Allister  | 71' |
| MV             | 19 | Harvey Elliott       | 87' |
| MV             | 42 | Trey Nyoni           |     |
| AV             | 14 | Federico Chiesa      |     |
| AV             | 50 | Ben Doak             |     |
| AV             | 73 | Rio Ngumoha          |     |
| Coach:         |    |                      |     |
| Arne Slot      |    |                      |     |

1990 · 1991 · 1992 · 1993 · 1994 · 1995 · 1996 · 1997 · 1998 · 1999 · 2000 · 2001 · 2002 · 2003 · 2004 · 2005 · 2006 · 2007 · 2008 · 2009 · 2010 · 2011 · 2012 · 2013 · 2014 · 2015 · 2016 · 2017 · 2018 · 2019 · 2020 · 2021 · 2022 · 2023 · 2024 · 2025